# Savu
Savu (encore appelée Sawu, Sabu, Sawoe, Havu, Hawu, Hawoe) est une île située à l'ouest de Timor, à mi-chemin entre Sumba et Roti, dans la province indonésienne des petites îles de la Sonde orientales. Elle fait partie des Petites îles de la Sonde. L'île est éponyme de la mer qui l'environne.
L'île est reliée par ferry aux villes de Waingapu sur l'île de Sumba et Kupang dans la partie indonésienne de l'île de Timor. Savu est également reliée par avion à Kupang, la capitale provinciale.

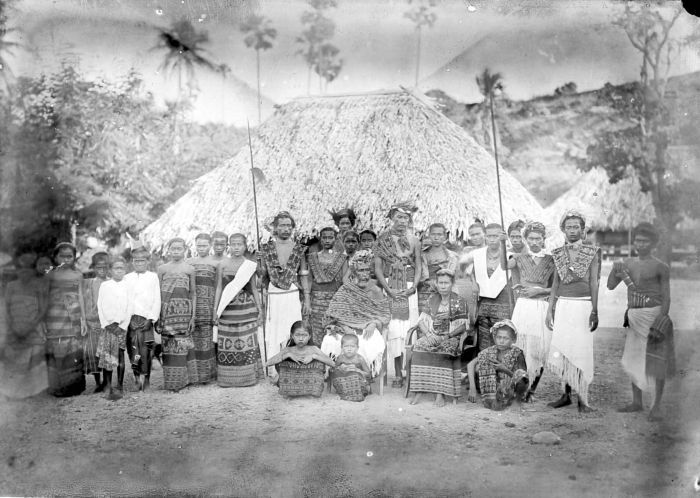
Le souverain de Liae (vers 1900).